# 加里東鐵路
加里東鐵路局（英語：Caledonian Railway）曾是蘇格蘭的一家大型鐵路公司，成立於19世紀初。成立之初的目的在於連接英格蘭境內的鐵路至格拉斯哥，但很快其鐵路網就擴展到了阿伯丁和愛丁堡，並建立了格拉斯哥周邊密集的支線鐵路網。1923年，加里東鐵路被倫敦米德蘭和蘇格蘭鐵路吸收。旗下很多鐵路線至今仍然運作，包括卡萊爾至格拉斯哥的西海岸主線部分。

## 歷史概述

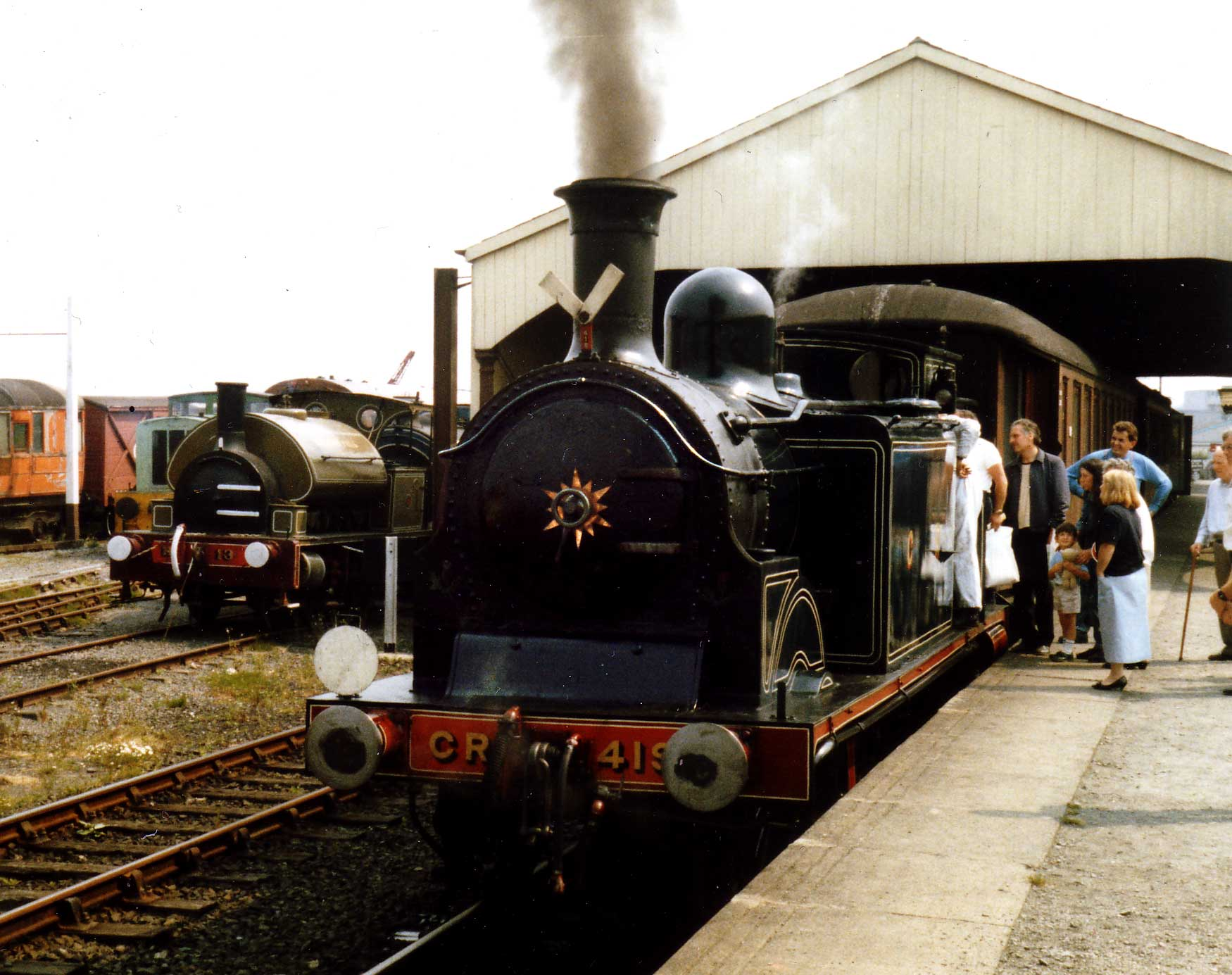
在博涅斯及肯尼爾鐵路（曾為不列顛北部鐵路的一部分)做動態保存的加里東鐵路CR419蒸汽機車

在19世紀30年代中期，英格蘭的鐵路系統從只關心當地建設，轉變為較長的城際鐵路及城際鐵路網建設。蘇格蘭顯然是個好方向，目標是將蘇格蘭低地與早期的英格蘭鐵路網絡連接起來，但在路線規劃等問題上仍有頗多爭議。於是，加里東鐵路於1845年7月31日成立，在1848年開通了連接格拉斯哥、愛丁堡和卡萊爾的主線，並與倫敦及東北鐵路達成合作協議。雖然該公司得到蘇格蘭投資者的支持，但超過一半的股份在英格蘭。
作為一家致力於拓展城際鐵路網的公司，加里東鐵路通過出租旗下線路和拓展新線路來確保勢力範圍的安全，並與其他大型的蘇格蘭鐵路公司，尤其是北不列顛鐵路和格拉斯哥及西南鐵路展開了激烈的競爭。該公司在一些地區確立了主導地位，但在另一些地區未能如願以償。因為競爭過程中的大量資金消耗並不能總是如願獲得股東們的批准，公司轉而將目標放在開發熱點地區和拓展新業務上。通過在克萊德峽灣的島嶼上建立度假村，和運營格拉斯至度假村車船連運，獲得了不少收益。雖然航運業者拒絕鐵路公司運營自己的船隻，但在1889年，通過成立名義上獨立的加里東汽船公司並與之建立“合作關係”，不但解決了船隻問題，更成為公司創造了新的利潤來源。
1923年，英國的鐵路公司根據1921年鐵路法進行“重組”，加里東鐵路被劃為倫敦米德蘭和蘇格蘭鐵路的一部分。其當時的資產總額為5,700萬英鎊（相當於現在的34.6億英鎊），以及2,827哩（4,500公里）的鐵路。重組後的公司規劃了阿伯丁至派屈克港以及奧本至卡萊爾的路線，主營特快客運服務和大宗礦物運輸。